# Vicente Saura Villalonga
Vicente Saura Villalonga (Torreblanca, Castellón, 27 de febrero de 1901 - Barcelona, 22 de marzo de 1971) fue un futbolista español, que formó parte de la plantilla del Fútbol Club Barcelona que ganó la primera liga española. Únicamente estuvo en el "Barça" dos temporadas: 1928-1929 y 1929-1930, jugando 28 partidos de liga. Su debut fue el 12 de febrero de 1929 en un Racing de Santander 0, Fútbol Club Barcelona 2.

## Palmarés
| Título | Club                  | Año  |
| ------ | --------------------- | ---- |
| Liga   | Fútbol Club Barcelona | 1929 |

## Equipos
| Club                  | País   | Año       |
| --------------------- | ------ | --------- |
| Fútbol Club Barcelona | España | 1928-1930 |